# 秋月橘門
秋月 橘門（あきづき きつもん）は江戸時代後期の儒学者、医者、明治時代の地方官。広瀬淡窓に儒学、難波抱節に医学を学び、延岡藩医を経て佐伯藩四教堂教授。維新後、鎮将府弁事、葛飾県知県事。

## 生涯

### 儒学修学
文化6年（1809年）、日向国諸県郡本庄村（宮崎県東諸県郡国富町）に医者水筑逍遥の二男として生まれた。
文政7年（1824年）4月2日荒木平八を介して日田咸宜園に入門し、広瀬淡窓に学んだ。文政11年（1828年）11月22日、日田代官塩谷正義に秘書役の誘いを受けたが、自分が学問をするのは人のためではないとしてこれを断り、貧困のため僧侶の格好をして托鉢したため、代官の怒りを買い、日田を追放された。佐伯の同門中島子玉宅に身を寄せ、天保2年（1831年）青木周馬と変名して筑前国亀井昭陽の門に入った。

### 医学修学
天保元年（1830年）島原藩で私塾を開いたが、天保2年（1831年）5月下旬帰郷した。天保3年（1832年）島原に戻ったが、天保4年（1833年）再び帰郷、天保4年（1833年）備前国に移り、難波抱節に古医方派内科、華岡流外科、賀川流産科を学んだ。
天保7年（1836年）江戸、京都、大坂を巡り、高松、多度津経由で帰郷し、天保8年（1837年）本庄で結婚、開業した。

### 佐伯藩
天保14年（1843年）延岡藩産物奉行赤坂四郎太夫、筆頭侍医早川図書の推挙で町医として招聘され、延岡城下博労町に住んだが、佐伯藩の黒田慎吾、高妻芳洲に招かれ、2月10日家禄を受けたまま佐伯に出張した。天保15年（1844年）家老上田但馬に薬草収集の話を持ちかけられると、8月12日島原時代以来親交があった賀来飛霞に手紙を書き、延岡に呼んでこれを任せた。
弘化2年（1845年）7月8日佐伯藩藩校四教堂教授となり、弘化3年（1846年）2月25日帰郷して両親と姉を佐伯に呼んだ。弘化4年（1847年）5月28日給人格となり、嘉永6年（1853年）書物奉行を兼任した。嘉永6年（1853年）、江戸幕府が黒船来航の対応について諸藩に意見を求めた際には、長崎に回送させ、石炭のみ交易を許すべきと上申している。文久3年（1863年）4月4日毛利高謙侍講となった。
佐伯藩で反射炉建設が計画されると、宇佐郡佐田で反射炉を手掛けた飛霞に協力を求め、賀来惟舒を呼び寄せた。明治元年（1868年）4月長州に派遣され、5月1日給人本格、5月19日弁事局諸侯掛。

### 上京
明治元年（1868年）7月20日新政府に徴士として三河知県事に任命されるも、9月19日京都で待機中鎮将府出仕を命じられ、12月19日下総県知県事。明治3年（1870年）、郡代兼町奉行として地方行政に通じていた矢野光儀を後任に呼び、1月12日辞職し、2月帰藩した。
晩年は牛込神楽町一丁目3番地（現東京理科大学内）に退隠し、明治4年（1871年）頃俎橋玉川亭で咸宜園出身者等と玉川吟社を結び、毎月16日に漢詩を応酬した。
明治13年（1880年）4月26日死去した。明治18年（1885年）2月旧弟により養賢寺松雨台に石碑が建てられ、本堂横墓地、寺境内に移された。

## 著書
- 『橘門韻語』
- 『橘門随筆』 - 『如蘭社話』に抜粋[3]。
- 『好生問答』 - 国立国会図書館デジタルコレクション
- 『広産論』4巻 - 天保7年（1836年）成立[10]。
- 『甘露集』1冊 - 文久元年（1861年）成立。宮崎県総合博物館蔵[1]。

## 親族
先祖は高鍋藩秋月氏の分家として秋月家に仕えたが、高祖父水筑西信が讒言で追放され、野に下った。
- 父：水筑逍遥
- 母：湯地氏[3]
- 兄：寛 - 2歳で没[3]。
- 弟：時[3]
- 弟：則 - 17歳で病没[3]。
- 姉妹：長 - 緒方氏に嫁ぐ[3]。
- 姉妹：父に従って侍養[3]
- 長男：秋月新太郎 - 官僚、貴族院議員。